# (26168) Kanaikiyotaka
(26168) Kanaikiyotaka (1995 WT8) – planetoida z pasa głównego asteroid okrążająca Słońce w ciągu 3,34 lat w średniej odległości 2,23 j.a. Odkryta 24 listopada 1995 roku.